# Podjerberk
Podjerberk (nemško St. Kathrein) je naselje v Občini Škofiče v Okraju Celovec-dežela na Koroškem v Avstriji.